# Мермешть
Мермешть, Мермешті (рум. Mermești) — село у повіті Арад в Румунії. Входить до складу комуни Вирфуріле.
Село розташоване на відстані 345 км на північний захід від Бухареста, 97 км на схід від Арада, 94 км на південний захід від Клуж-Напоки, 119 км на північний схід від Тімішоари.

## Населення
За даними перепису населення 2002 року у селі проживала 221 особа, усі — румуни. Усі жителі села рідною мовою назвали румунську.